# South Brook
South Brook est une ville de Terre-Neuve-et-Labrador au Canada. Elle est située sur la route 380.
South Brook n’a été inscrite sur la liste des communautés que dans les années 1940, mais des documents historiques laissent supposer qu’elle existait peut-être déjà en hiver, il y a 70 ans.
South Brook a toujours eu une industrie forestière forte et à une époque, il y avait aussi une usine de mise en conserve de lapin en ville.
La région est riche en histoire des Béothuk et des Mi'kmaq et des artefacts ont été récupérés par les résidents locaux, ce qui ne fait que consolider cette histoire. Rowsell's Hill, une colline importante qui se dresse en toile de fond pour la ville, a été nommée en l'honneur d'un pionnier ayant perdu la vie au profit de la bande indienne à cette époque. On sait qu'il leur a causé beaucoup de problèmes à cause de son aversion pour les autochtones, ce qui a entraîné sa mort.
Kona Beach Park est situé à South Brook.